# Aurach bei Kitzbühel
Aurach bei Kitzbühel település Ausztriában, Tirolban a Kitzbüheli járásban található. Területe 54,2 km², lakosainak száma 1104 fő, népsűrűsége 20 fő/km² (2014. január 1-jén). A település 846 méter tengerszint feletti magasságban helyezkedik el.
A település részei: Haberberg, Haselwand, Kochau, Oberaurach, Sonnberg, Unteraurach és Wiesenegg-Grüntal.

## Fordítás
- Ez a szócikk részben vagy egészben  az   Aurach bei Kitzbühel című angol Wikipédia-szócikk ezen változatának fordításán alapul.  Az eredeti cikk szerkesztőit annak laptörténete sorolja fel. Ez a jelzés csupán a megfogalmazás eredetét és a szerzői jogokat jelzi, nem szolgál a cikkben szereplő információk forrásmegjelöléseként.